# Egon Eiermann
Egon Eiermann, né le 29 septembre 1904, à Neuendorf près de Potsdam et mort le 20 juillet 1970, à Baden-Baden, est l'un des plus éminents architectes allemand dans la seconde moitié du XXe siècle.

## Biographie
Eiermann a étudié à l'Université technique de Charlottenburg, près de Berlin. Il a travaillé d'abord pour les établissements Karstadt, et avant la Seconde Guerre mondiale avait un bureau avec son collègue architecte Fritz Jaenecke. Il rejoint le corps professoral de l'université de Karlsruhe en 1947, où il travaille sur le développement de méthodes de construction en acier.
Ses œuvres majeures sont :

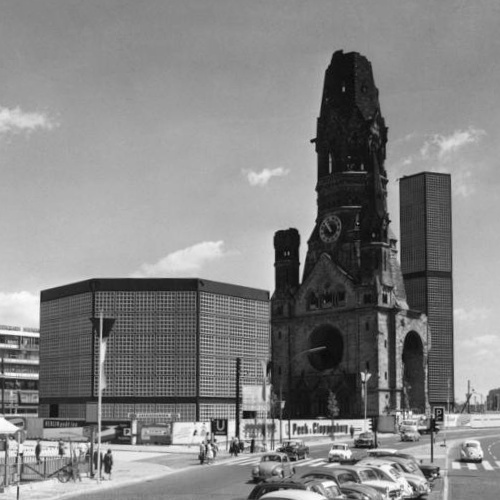
L'ancienne et la nouvelle église du Souvenir

- l'usine de textile à Blumberg (1951) ;
- le pavillon allemand de l'Allemagne de l'Ouest à l'Exposition universelle de 1958 de Bruxelles (avec Sep Ruf) ;
- l'ambassade d'Allemagne à Washington, DC (1958-1964) ;
- le Langer Eugen (immeuble de bureaux du Bundestag), à Bonn (1965-1969) ;
- le siège d'IBM en Allemagne à Stuttgart (1967-1972) ;
- le siège d'Olivetti, à Francfort (1968-1972) ;
- De loin son œuvre la plus célèbre est la nouvelle église sur le site de la nouvelle église du Souvenir à Berlin (1959-1963).